# Palazzo Brutti
Il Palazzo Brutti è uno storico edificio della città di Capodistria.

## Storia
Il palazzo venne eretto nel 1714 secondo il progetto dell'architetto veneziano Giorgio Massari su commissione del conte Barnabi Brutti.
Ospita oggi la biblioteca civica.

## Descrizione
Il palazzo presenta uno stile tardo barocco. L'asse centrale è esplicitato in facciata da un grande portale d'accesso e dal balcone del primo piano. La facciata è inoltre decorata da bassorilievi raffiguranti scene bibliche.